# Erfurtský poklad

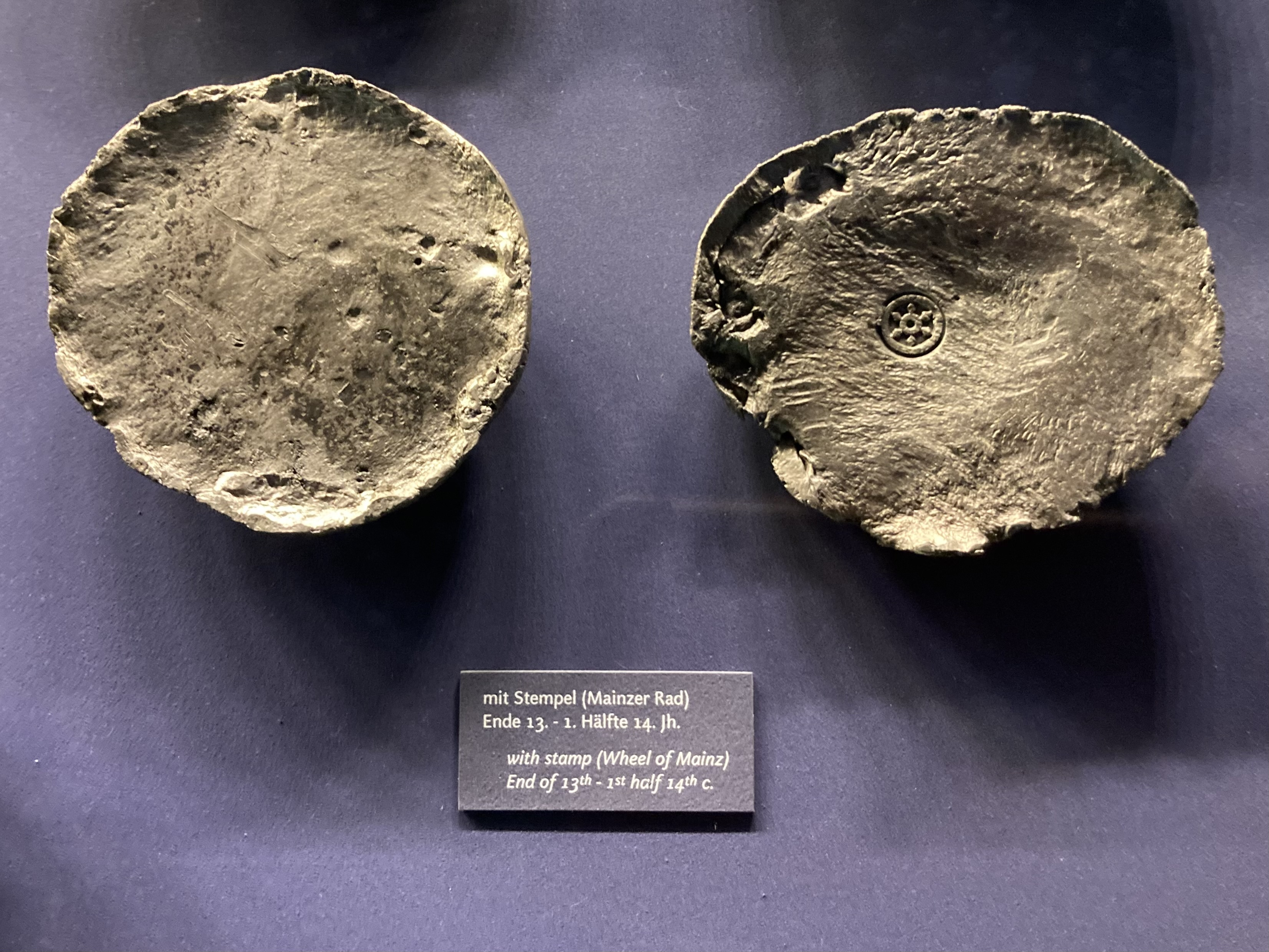
Část erfurtského pokladu

Erfurtský poklad je náhodný nález mincí, stříbrných slitků a šperků, o nichž se předpokládá, že patřily Židovi z německého Erfurtu, který je ukryl v roce 1349, než zahynul během pogromu, ke kterému došlo v březnu téhož roku. Tento pogrom byl jedním z mnoha, ke kterým došlo během pronásledování Židů při epidemii černé smrti. Poklad byl nalezen v roce 1998 ve zdi domu v místě původní středověké židovské čtvrti. Co do velikosti a stavu zachování je považován za světový unikát.
Tento nález se stal námětem románu Mirjam Presslerové s názvem Dunkles Gold, který vyšel na začátku roku 2019.

## Nález

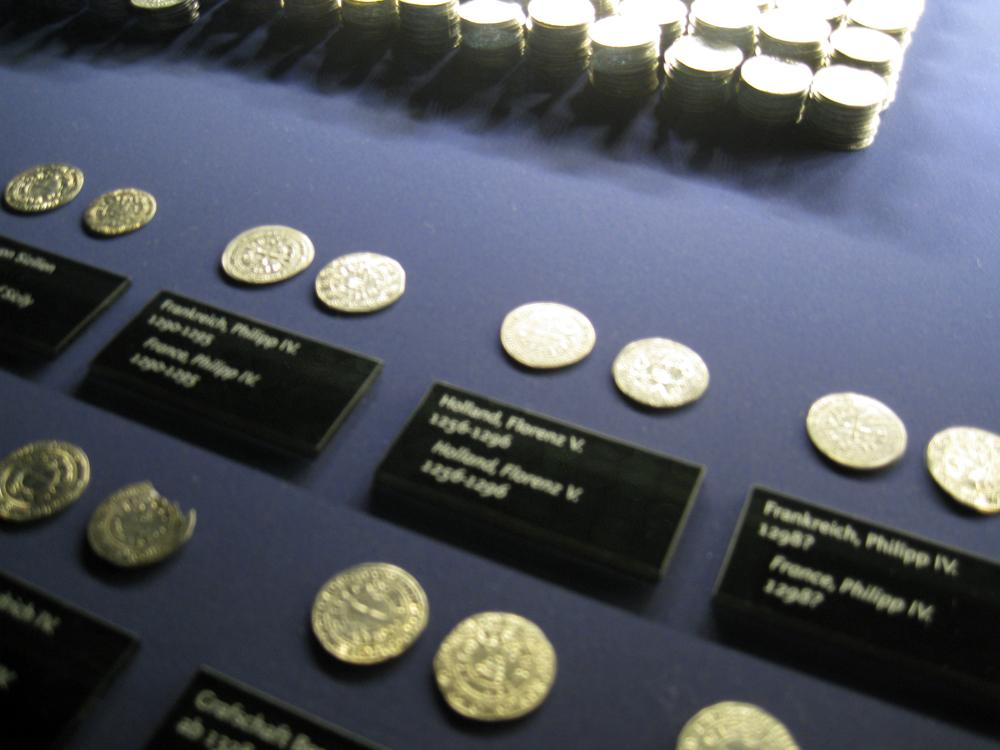
Mince z erfurtského pokladu

V roce 1998 byly provedeny archeologické půdní výzkumy v oblasti starého města v Erfurtu. Vzhledem k tomu, že pod novým komplexem budov na pozemku Michaelisstraße 43/44,v bezprostřední blízkosti Staré synagogy, měla být zachována stará sklepní zeď, která sloužila jako místo pro parkování jízdních kol, nebyly zde plánovány žádné vykopávky. Pouze náhodou dělníci narazili na stříbrnou misku, která byly pod zdivem. V domnění, že se jedná o kus plechu, umístili nejprve nález do svého přívěsu. Teprve později, po podrobnějším průzkumu, se význam nalezené mísy vyjasnil a archeologové začali s odkrýváním pokladu, který byl zakopán pod zní vchodu do sklepa.
Původním majitelem tohoto pokladu byl pravděpodobně bohatý židovský bankéř Kalman z Wiehe, který své cennosti pravděpodobně ukryl během pronásledování Židů během morové epidemie v roce 1349 ze strachu před rabováním. Podobně jako ostatní erfurtští Židé, ani Kalman z Wiehe nepřežil erfurtský masakr.

## Popis
Celková hmotnost pokladu je 28 kilogramů. Skládá se ze 3141 stříbrných mincí, 14 stříbrných slitků různých velikostí, souboru stříbrného nádobí a z více než 700 jednotlivých kusů zlatých a stříbrných gotických šperků, z nichž některé jsou osazeny drahými kameny. 
Většinu pokladu tvoří 24 kilogramů stříbrných mincí a slitků. Všech 3141 mincí je typu tornesel z konce 13. a počátku 14. století, což představuje největší samostatný nález tohoto typu mince. Přesněji řečeno byli to mince francouzských králů nebo jejich napodobeniny. Pocházeli z období vlády Ludvíka IX., Filipa III., Filipa IV. a Filipa V. Kromě toho  bylo objeveno i čtrnáct stříbrných slitků různých velikostí, přičemž všechny kromě jednoho jsou označeny značkou.
Součástí bylo i 11 kusů stříbrného nádobí, včetně Doppelkopf (běžná podoba poháru ve 14. a 15. století), mělké mísy na pití, džbánu a osmi pohárů, které do sebe zapadají. Poháry jsou zdobeny gotickými zlacenými arkádami, které pocházejí z první poloviny 14. století.
Šperky zahrnují osm broží různých velikostí osazených drahými kameny, přičemž největší brož měří v průměru 7 cm. Mezi osmi prsteny je i jeden židovský snubní prsten. Ten je vyroben ze zlata s lunetou složenou z prolamované gotické kružby, zakončenou fazetovanou věží. Vyroben byl na počátku 14. století a je jedním z mála dochovaných středověkých aškenázských snubních prstenů. Prsten se vyznačuje krásně zpracovanou, zdobenou, miniaturní verzí gotické věže s šesti rytými hebrejskými písmeny na střeše věže, mazal tov, což znamená hodně štěstí. V souladu s židovskou tradicí je tento snubní prsten vyroben výhradně ze zlata bez přidání kamenů. Ve střední Evropě byly nalezeny pouze dva další židovské snubní prsteny z 1. poloviny 14. století, a to v Colmaru a ve Weißenfelsu. Obecně šperků ze 14. století se dochovalo jen málo, protože šperky byl často roztavovány, když byly považovány za nemoderní a jejich hodnota jako slitků převážila nad hodnotou samotného šperku.
Dále se v pokladu nachází ozdoby na opasky a ozdoby oděvů (celkem 600 kusů). Jedná se o malé stříbrné flitry různých tvarů, určené k přišívání na oděvy. Ve 14. století byly na vrcholu módy, ale jelikož byly vyráběny ze stříbra, byly poté, co vyšly z módy, roztaveny. Několik dochovaných exemplářů je téměř výhradně součástí církevních textilií vlastněných kostely. V případě erfurtského pokladu se jedná o vzácný důkaz o jejich používání i na světských oděvech.
Podobné poklady, ukryté v okamžiku nebezpečí, byly objeveny i v jiných židovských komunitách, a to v Colmaru, Weißenfelsu, Lingenfeldu, Münsteru a Slezské Středě. Erfurtský poklad z nich je však největší.

## Muzejní expozice a výstavy
Výstava nazvaná Trésors de la Peste Noire v Musée national du Moyen Âge v Paříži, která se konala od dubna do září 2007, představila předměty z erfurtského pokladu spolu s colmarským pokladem. Výstava pod názvem Erfurt: Jewish Treasures from Medieval Ashkenaz byla k vidění od září 2008 do ledna 2009 v Centru židovské historie v New Yorku. Než byl poklad trvale vystaven v nově zrekonstruované Staré synagoze v Erfurtu, byl vystaven i v Londýně a v Tel Avivu.